# ايليجاك (أديامان)
ايليجاك (بالكردية: Firlaz‏) (بالتركية: Ilıcak)‏ هي قرية كرديّة تتبع إداريّاً لمديرية أديامان في محافظة أديامان التركية الواقعة في جنوب شرق الأناضول. وبلغ عدد سكانها 145 نسمة في عام 2021.